# Sprzężenie zespolone

Geometryczna reprezentacja i jego sprzężenia na płaszczyźnie zespolonej

Sprzężenie zespolone – jednoargumentowe działanie algebraiczne określone na liczbach zespolonych polegające na zmianie znaku części urojonej danej liczby zespolonej.
Przykładowo
{\displaystyle {\overline {3+2i}}=3-2i}
{\displaystyle {\overline {i}}=-i}
{\displaystyle {\overline {5}}=5}
{\displaystyle {\overline {-2-3i}}=-2+3i.}

## Definicja
Sprzężeniem liczby zespolonej w postaci algebraicznej {\displaystyle z=a+bi,} gdzie {\displaystyle a,b\in \mathbb {R} } jest liczba {\displaystyle a-bi} nazywana liczbą sprzężoną do {\displaystyle z} i oznaczana zwykle symbolem {\displaystyle {\overline {z}}.} W fizyce oraz naukach technicznych stosuje się również zapis {\displaystyle z^{\star }.}
W postaci biegunowej sprzężenie liczby {\displaystyle re^{i\phi }} dane jest przez {\displaystyle re^{-i\phi }.} Można to łatwo sprawdzić za pomocą wzoru Eulera.
Nazwę sprzężenia zespolonego prawdopodobnie wprowadził Augustin Louis Cauchy – używał jej (fr. conjuguées) w swoim Kursie analizy z 1821 roku.

## Własności
Niech {\displaystyle z,w} będą liczbami zespolonymi, a {\displaystyle r} będzie liczbą rzeczywistą. Wówczas
- liczbą sprzężoną do liczby rzeczywistej {\displaystyle r} jest ta sama liczba:
{\displaystyle {\overline {r}}=r;}
- liczbą sprzężoną do sumy liczb jest suma liczb sprzężonych:
{\displaystyle {\overline {z+w}}={\overline {z}}+{\overline {w}};}
- liczbą sprzężoną do iloczynu liczb jest iloczyn liczb sprzężonych:
{\displaystyle {\overline {zw}}={\overline {z}}\;{\overline {w}};}
- moduł liczby sprzężonej jest taki sam, jak moduł danej liczby:
{\displaystyle |{\overline {z}}|=|z|;}
- jeden z argumentów liczby sprzężonej jest taki sam, jak argument danej liczby, ale z przeciwnym znakiem:
{\displaystyle \arg({\overline {z}})=-\arg(z);}
- suma danej liczby zespolonej oraz liczby do niej sprzężonej jest liczbą rzeczywistą i wynosi:
{\displaystyle z+{\overline {z}}=2\operatorname {Re} \;z;}
- iloczyn danej liczby i liczby do niej sprzężonej jest nieujemną liczbą rzeczywistą i wynosi:
{\displaystyle z{\overline {z}}=|z|^{2},} stąd też {\displaystyle |z|={\sqrt {z{\overline {z}}}};}
- jeżeli {\displaystyle z=ri,} czyli jest liczbą urojoną, to liczba sprzężona jest liczbą przeciwną do danej:
{\displaystyle {\overline {z}}=-z\Leftrightarrow z=ri,\quad -z=-ri={\overline {z}};}
- jeśli {\displaystyle z} jest pierwiastkiem danego wielomianu rzeczywistego, to {\displaystyle {\overline {z}}} też nim jest.

## Macierz sprzężona
Macierz sprzężona (trywialnie) do danej to macierz, której każdy element jest liczbą sprzężoną do odpowiadającego mu elementu macierzy zespolonej:
{\displaystyle \mathbf {A} =[a_{ij}]\mapsto {\overline {\mathbf {A} }}=[{\overline {a_{ij}}}]}
Znacznie jednak ważniejszą operacją jest sprzężenie hermitowskie macierzy, tzn. sprzężenie złożone z transpozycją.

### Przykład
{\displaystyle \mathbf {A} ={\begin{bmatrix}2+3i&1-2i&-1+2i\\0&-2&3+2i\\-i&2-i&2+i\end{bmatrix}}\mapsto {\overline {\mathbf {A} }}={\begin{bmatrix}2-3i&0&i\\1+2i&-2&2+i\\-1-2i&3-2i&2-i\end{bmatrix}}}

## Uogólnienia
Sprzężenie można uogólnić na kwaterniony: sprzężeniem kwaternionu {\displaystyle a+bi+cj+dk} jest kwaternion {\displaystyle a-bi-cj-dk.} Można także uogólnić je na przypadek dowolnego innego ciała kwadratowego, np. w ciele {\displaystyle \mathbb {Q} ({\sqrt {2}})} można określić je wzorem {\displaystyle f(a+b{\sqrt {2}})=a-b{\sqrt {2}},} a także na liczby dualne. Sprzęgać można również dwumiany. Sprzężenie we wszystkich podanych przypadkach ma dwie ważne własności: jest automorfizmem oraz inwolucją.